# Ferenc Eisenhut

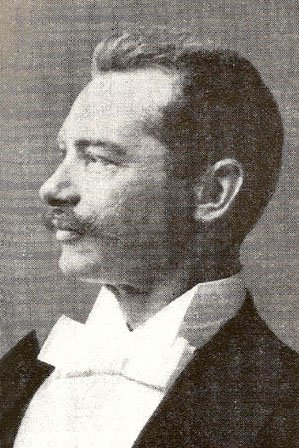
Ferenc Eisenhut

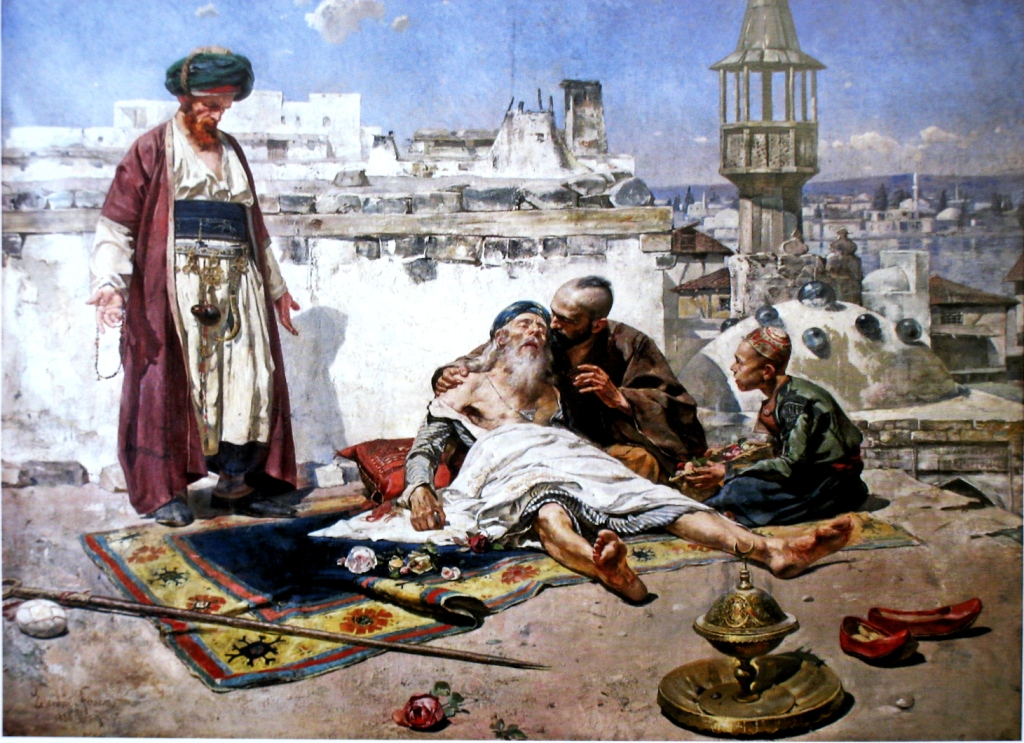
Der Tod des Gül-Baba, 1886

Ferenc Eisenhut, auch Ferencz oder Franz Eisenhut, (* 26. Januar 1857 in Német-Palánka; † 2. Juni 1903 in München) war ein ungarischer Orientmaler und Illustrator. Er schuf Genre- und Historienbilder.

## Leben und Werke
Eisenhut war der Sohn eines Gastwirts. Er begann seine Studien in Budapest bei Bertalan Székely und Imre Greguss. Ab Oktober 1877 studierte er in der Antikenklasse der Münchner Akademie. Zu seinen Lehrern gehörten dort Gyula Benczúr, Ludwig von Löfftz, Seitz und Diez. Ein Ergebnis seiner ersten Reise in den Orient war das Gemälde Heilung durch den Koran aus dem Jahr 1883, das er zunächst in Budapest zeigte. Er lebte später abwechselnd in München und im Orient; seine Genrebilder, deren Skizzen im Kaukasus, in Syrien, Buchara, Ägypten und Tunis entstanden, machten ihn bald bekannt. Der Tod des Gül-Baba wurde 1886 in Budapest mit einer Goldmedaille ausgezeichnet. 1892 wurde die Kinderschule in Cairo in München mit einer kleinen goldenen Medaille ausgezeichnet, im Jahr darauf auf der Großen Berliner Kunstausstellung, 1895 wurde sie anlässlich der Ausstellung in Paris immerhin erwähnt. Das Bild Hahnenkampf in Cairo aus dem Jahr 1894 kaufte das Museum der schönen Künste in Budapest an, die Neue Pinakothek in München erwarb den Streit um die Kriegsbeute aus dem Jahr 1901. Seine Darstellung der Schlacht bei Zenta von 1896 ging in den Besitz des Komitates Bács-Bodrog über, der Ausfall des Johann Hunyadi aus der Festung Belgrád 1456 von 1902 in die Hand des ungarischen Staates. An Oriental School von 1885 befindet sich im Besitz von Nottingham Castle Museum and Art Gallery.
Gemeinsam mit weiteren Malern schuf Eisenhut im Jahr 1896 in Budapest ein Rundbild zum Festzug in der Millenarfeier Ungarns. Um die Jahrhundertwende illustrierte er Gedichte Petöfis.
Nach Eisenhuts Tod wurde sein künstlerischer Nachlass in Budapest ausgestellt.
Der Fotograf Carl Teufel hielt das Atelier des Künstlers in einer Glasplattenaufnahme fest, die nicht genau datiert werden kann.